# Dépôt de Berlin-Schöneweide
À ne pas confondre avec la gare de Berlin-Schöneweide
Le dépôt de Berlin-Schöneweide (Betriebsbahnhof Berlin-Schöneweide) est un dépôt ferroviaire sur la ligne de Berlin à Görlitz dans le sud-est de la capitale allemande à Berlin-Niederschöneweide. Mis en place en 1927, il comprend un technicentre ferroviaire (Hauptwerkstatt Berlin-Schöneweide - Hw Sw), de nombreuses voies de garage ainsi qu'une gare voyageurs (Betriebshaltepunkt) pour les lignes 45, 46, 8, 85 et 9 du S-Bahn de Berlin.

## Histoire
La mise en place d'un train suburbain électrifié dans toute la ville nécessitait de nombreux ateliers d'un type nouveau. L'atelier de Schöneweide est donc construit à partir du 25 août 1926 à l'embranchement de la ligne de Berlin à Görlitz et de la petite ligne de Schöneweide à Spindlersfeld. Ses architectes étaient Fritz Hane, Günther Worlitzsch et Eger & Gräber. L'atelier est inauguré le 15 octobre 1927. Dès les premières années, quelque cent personnes y travaillaient tous les jours. Pour faciliter l'arrivée des ouvriers sur leur lieu de travail et en prévision de nouvelles embauches, une rame S-Bahn est affretée et une halte est aménagée à proximité de l'atelier. Cette halte servira exclusivement pour les ouvriers jusque dans l'après-guerre.

### Seconde Guerre mondiale et après-guerre
C'est à partir de la remise en service de l'atelier après la guerre le 11 juillet 1945 que la gare du dépôt est également ouverte aux voyageurs.

## Le technicentre

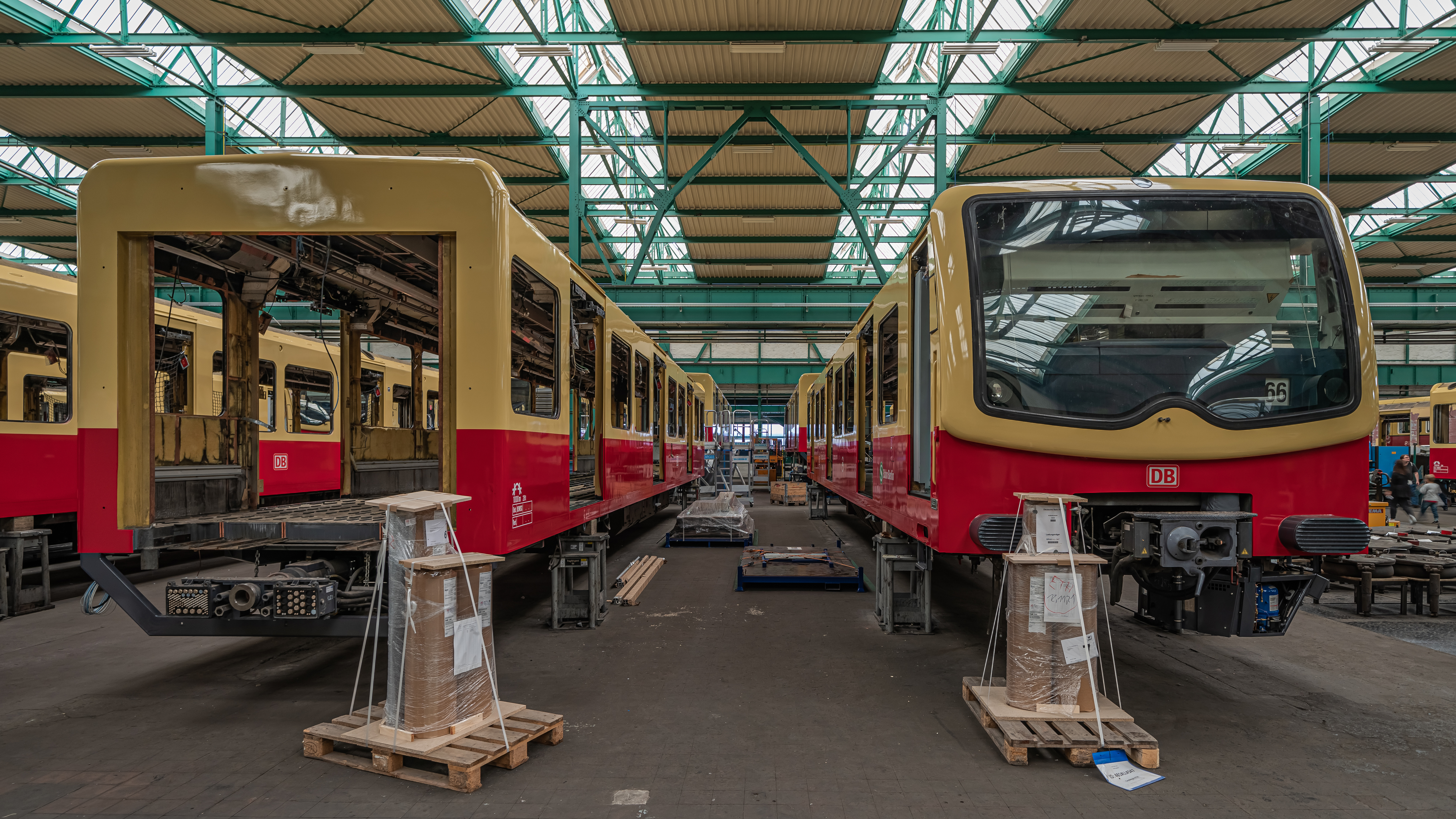
Le technicentre S-Bahn.

Le 6 septembre 1991, une première rame S-Bahn est acheminée vers l'atelier de maintenance. Lors de la fusion de la Deutsche Reichsbahn et de la Deutsche Bundesbahn en Deutsche Bahn AG (DB) le 1er janvier 1994, l'ancien atelier de maintenance de la Reichsbahn (Reichsbahnausbesserungswerk - RAW) devient un technicentre (Hauptwerkstatt Berlin-Schöneweide - Hw Sw) sous contrôle de la Deutsche Bahn. Un an plus tard, à partir du 1er janvier 1995, le technicentre est géré par la S-Bahn Berlin GmbH, qui reste néanmoins une filiale à 100 % de la DB. 
Le technicentre est donc un établissement industriel de maintenance du matériel roulant de la flotte S-Bahn berlinoise. Elle inclut la révision, le dépannage, les visites de sécurité et l'entretien technique. La maintenance consiste à remplacer chaque organe ayant atteint sa limite d'usure, à moderniser et rénover les rames à mi-vie et à procéder aux opérations périodiques de grande ampleur.
Le technicentre est également le lieu d'assemblage de certaines rames avant leur mise en service. La finalisation de la série 481, une rame composée de quatre voitures, a été opéré dans le technicentre avant son inauguration le 22 septembre 1996.
Le technicentre s'étend sur une surface totale de 220 000 m2 dont 55 000 m2 de surface couverte. Il fait au maximum 700 m. de long pour 300 m. de large.

## La gare voyageurs

### Situation
Le dépôt de Berlin-Schöneweide est compris dans le quartier de Berlin-Niederschöneweide dans l'arrondissement de Treptow-Köpenick au sud-est de Berlin.
La gare est située au PK 8,5 de la ligne de Berlin à Görlitz. Sur cette ligne, elle est intercalée entre la gare de Berlin-Schöneweide à 1,3 km au nord et la gare de Berlin-Adlershof à 1,9 km au sud.
Le technicentre se trouve entre le dépôt de Schöneweide sur la ligne de Görlitz et l'embranchement de Schöneweide à Spindlersfeld. Entre le technicentre et la gare passe la Bundesstraße 96a également connue comme la rue Adlergestell, la rue la plus longue de Berlin d'une longueur de 11,9 km.

### Service des voyageurs

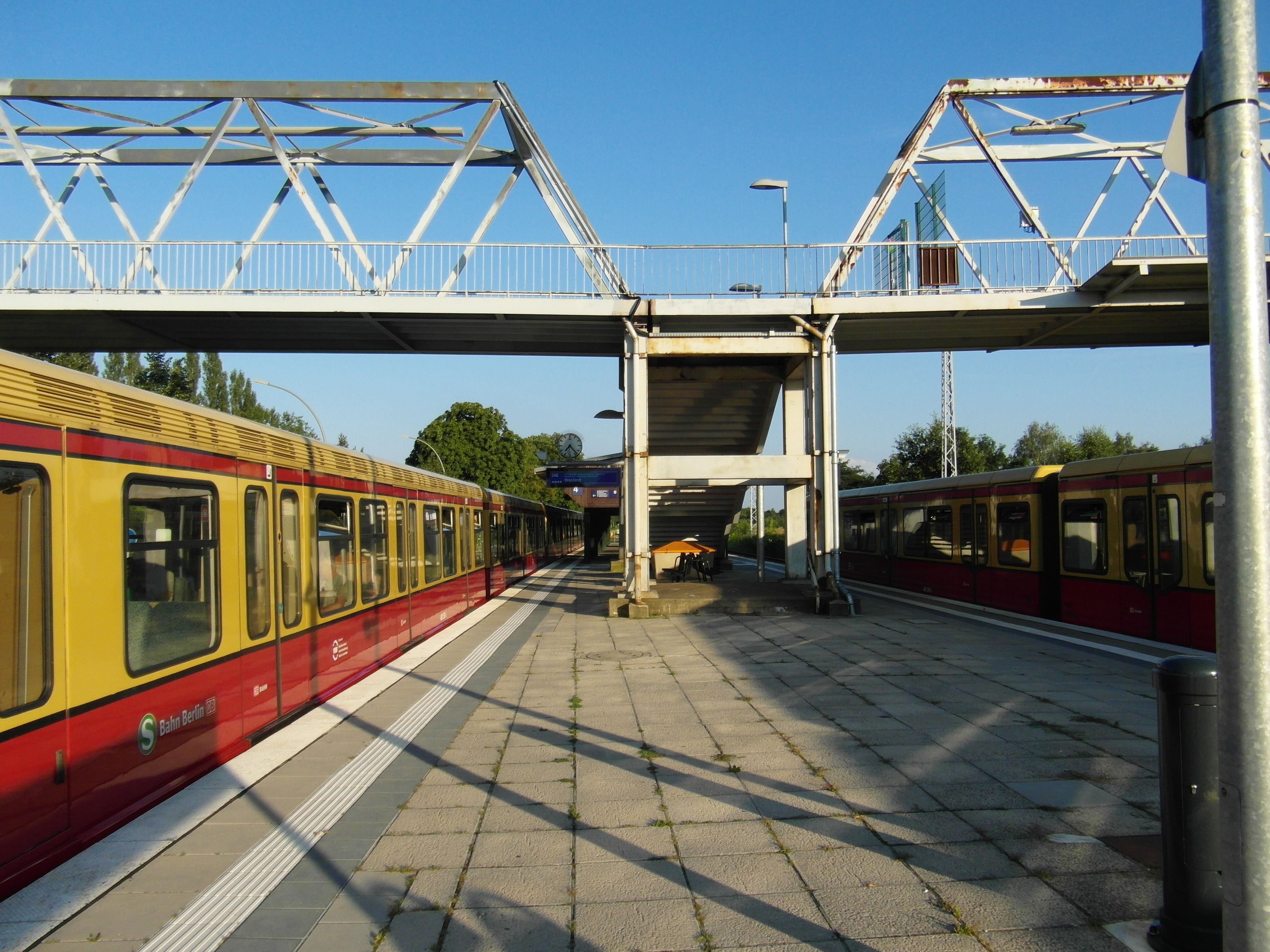
La passerelle piétonne au dessus des voies menant à la rue Adlergestell.

### Intermodalité
À l'exception des correspondances possibles entre les nombreuses lignes de S-Bahn, la halte ne dispose d'aucun mode de correspondance pour les voyageurs.